# Dolmen d'Avaye
Le dolmen d'Avaye est situé dans le Camp de Canjuers, à Mons, dans le département du Var, en France.

## Description
Le dolmen a été édifié sur une crête. Le tumulus de pierraille est de taille imposante (environ 20 m de diamètre). Au centre, le « cratère » désormais visible correspond à l'espace délimité par l'ancienne chambre sépulcrale laissée à l'état de ruine après les fouilles menées par Edmond de Pas. Pour seuls vestiges, il ne demeure que deux orthostates. La chambre était peut-être délimitée à l'origine par des murets de pierre.